# Pierwomajskoje (rejon krasnokucki)
Pierwomajskoje (ros. Первомайское) – wieś (sieło) w Rosji, w obwodzie saratowskim, w rejonie krasnokuckim. W 2010 liczyła 912 mieszkańców.